# Jean-Paul Dréau
« Dréau » redirige ici. Pour l’article homophone, voir Dréo.
 (mars 2010).
Si vous disposez d'ouvrages ou d'articles de référence ou si vous connaissez des sites web de qualité traitant du thème abordé ici, merci de compléter l'article en donnant les références utiles à sa vérifiabilité et en les liant à la section « Notes et références ».
Jean-Paul Dréau, né le 12 juin 1953 à Oran (Algérie française), est un auteur-compositeur, chanteur et producteur français. 

## Biographie
Il commence la guitare au collège de Viroflay dans les Yvelines, une de ses idoles de l'époque est Michel Polnareff pour lequel il composera plus tard.
Il est entre autres le compositeur des chansons à succès Le Coup de soleil (interprétée par Richard Cocciante), Tout doucement (interprétée par Bibie), J’veux d’la tendresse (interprétée par Janic Prévost, Elton John et Marie Carmen). 
Il a écrit plusieurs chansons pour Chimène Badi, qui a interprété entre autres Je ne sais pas son nom, Le mot fin, Toutes les mêmes ou encore Un jour de trop qui passe.
Il a cosigné les textes de l’album Bulles de Michel Polnareff. 

## Chanson écrites et/ou composées
- Le Coup de soleil, interprété par Richard Cocciante, 1979, Polydor / Chappell, ref. 2001 924
- J’veux d’la tendresse, interprété par Janic Prévost, 1980, Riviera LM / Barclay, ref. 62.690
- Avec simplicité, interprété par Richard Cocciante, 1980, Polydor / Chappell, ref. 2056 891
- Au clair de tes silences, interprété par Richard Cocciante, 1980, Polydor / Chappell, ref. 2056 869
- Partie ce matin, interprété par Robert Bracali, 1980, Polydor, ref. 2056 834
- J’veux d’la tendresse, Elton John, (en anglais Nobody Wins - album The Fox) 1981, Phonogram, ref. 60000 675
- Les caves de l’amour, interprété par Émilie Bonnet, 1981, Pathé, ref. 2C008-72456
- Je t’aime, interprété par Michel Polnareff, 1981, Disc'AZ, ref. 1 829 et ref. AZ/1 840
- Tu es mon seul ami, interprété par Joël Prévost, 1981, Fabry Records / Musidisc, ref. FBY 3.78
- La Mélancolie, interprété par Thierry le Luron, 1981, Warner Chappell[3]
- Quand ça va mal, interprété par Miguel Bosé, 1982, CBS, ref. CBS A 1961
- Vieille, interprété par Richard Cocciante, 1982, Polydor, ref. 2056 940
- Les choses de ma vie, interprété par Fabienne Thibeault, 1983, WEA Music, ref. 9031-75285-2
- Les Filles de l’Angleterre, interprété par Gilles Geordan, 1984, Benezet Productions, ref. 17017
- Folle amoureuse, interprété par Caroline Verdi, 1984, Philips / Phonogram, ref. 880 537-7
- Viens, interprété par Hervé Vilard, 1985, Tréma, ref. 410 335
- Cœur papier gris, interprété par Virginie, 1985, CBS, ref. CBSA 6597
- Partir, interprété par Alvaro Bertini, 1985, Barclay, ref. 883 205-7
- Tout doucement, interprété par Bibie, 1985, Red Cat / CBS, ref. CBS A6050
- Faut que j’t’oublie, interprété par Fabienne Thibeault, 1985, Warner Bros / WEA, ref. 249 141-7
- Sentimentalement fragile, interprété par Mariana, 1985, CBS, ref. CBS A 6596
- Amazone interdite, interprété par Alexandra Pandev, 1985, RCA / Marc Négroni Production, ref. PB40443
- Chanteuse de chansons d’amour, interprété par Bibie, 1985, Red Cat / CBS, ref. CBS A6766
- Tell me why, interprété par Chris Davis, 1985, Epic / Red Cat, ref. EPC A6292
- Pardonne, interprété par Jean Philippe, 1985, Profil / RCA, ref. PB 40165
- À ma façon j’voudrais qu’on s’aime, interprété par Simon Gobès, 1986, CBS, ref. CBS A6848
- Le cœur en larmes (ou J’me sens seule), interprété par Bibie, 1986, CBS / Red Cat, ref. 650 790-7
- J’veux pas l’savoir, interprété par Bibie, 1986, CBS / Red Cat, ref. CBS A 7118
- Devenir vieux, interprété par Denise Grey, 1988, Vogue, ref. 202283
- Fragile, interprété par Sheila, 1988, Zoé Productions, ref. 872 550
- Sentiments, interprété par Virginie, 1988, Master / Vogue, ref. 137012
- Si vous la voyez, interprété par Richard Stenkryc, 1989, Vogue, ref. 102310
- Elle est ma tendresse, interprété par Richard Stenkryc, 1990, Vogue, ref. 102360
- C’est pas facile à dire, interprété par Patrice Arnaud, 1990, Bird Production / Ariola / BMG, ref. 850717
- Pour Elle, interprété par Richard Cocciante, 1993, TriStar
- I’d Fly, interprété par Richard Cocciante feat. Francesca Bellenis, 1994, Sony Italy
- Si tu pars et l'album (entre autres) pour Jean-Luc Lahaye, 1997.
- J'veux d'la tendresse, interprété par Marie Carmen, 1998, Musicor, ref. B00004VO6Z
- Les mots de trop, interprété par Judith Bérard, 1999, BMG, ref. B000050AQX
- I’d Fly, interprété par Diane Schuur, 2000, Concord

,,